# The Greatest Hits on Earth
The Greatest Hits on Earth est la première compilation du groupe Deathstars sortie en 2011. Elle y comprend également deux nouveaux titres : Death Is Wasted On The Dead et Metal. Elle sort après la parution de seulement trois albums par le groupe, ce que Scott Smith estime « un peu exagéré ».

## Liste des chansons
1. Death Is Wasted On The Dead[2] (nouveau morceau) (4:06)
2. Metal (New Track) (3:50)
3. Death Dies Hard (3:19)
4. Blitzkrieg (4:03)
5. Motherzone (4:04)
6. Synthetic Generation (3:28)
7. Tongues (3:41)
8. Blood Stains Blondes (3:13)
9. Cyanide (3:52)
10. New Dead Nation (3:38)
11. Mark Of The Gun (4:01)
12. Chertograd (4:45)
13. Semi Automatic (4:16)
14. Syndrome (3:09)
15. Play God (4:07)
16. Opium (3:43)